# Verbascum dominii
Verbascum dominii är en flenörtsväxtart som beskrevs av Johann Christoph Röhling. Verbascum dominii ingår i släktet kungsljus, och familjen flenörtsväxter. Inga underarter finns listade i Catalogue of Life.